# Húnaþing vestra
Húnaþing vestra est une municipalité située sur la côte ouest de l'Islande.